# Itagimirim
Itagimirim é um município brasileiro do estado da Bahia.